# Pont du Clackmannanshire
Le pont du Clackmannanshire (en anglais : Clackmannanshire Bridge) est un pont routier enjambant le Firth of Forth, dans le centre-est de l'Écosse. Il est ouvert à la circulation le mercredi 19 novembre 2008. Avant le 1er octobre 2008, le pont était appelé « passage au-dessus du Forth », le nom définitif n'ayant pas encore été choisi.

## Contexte

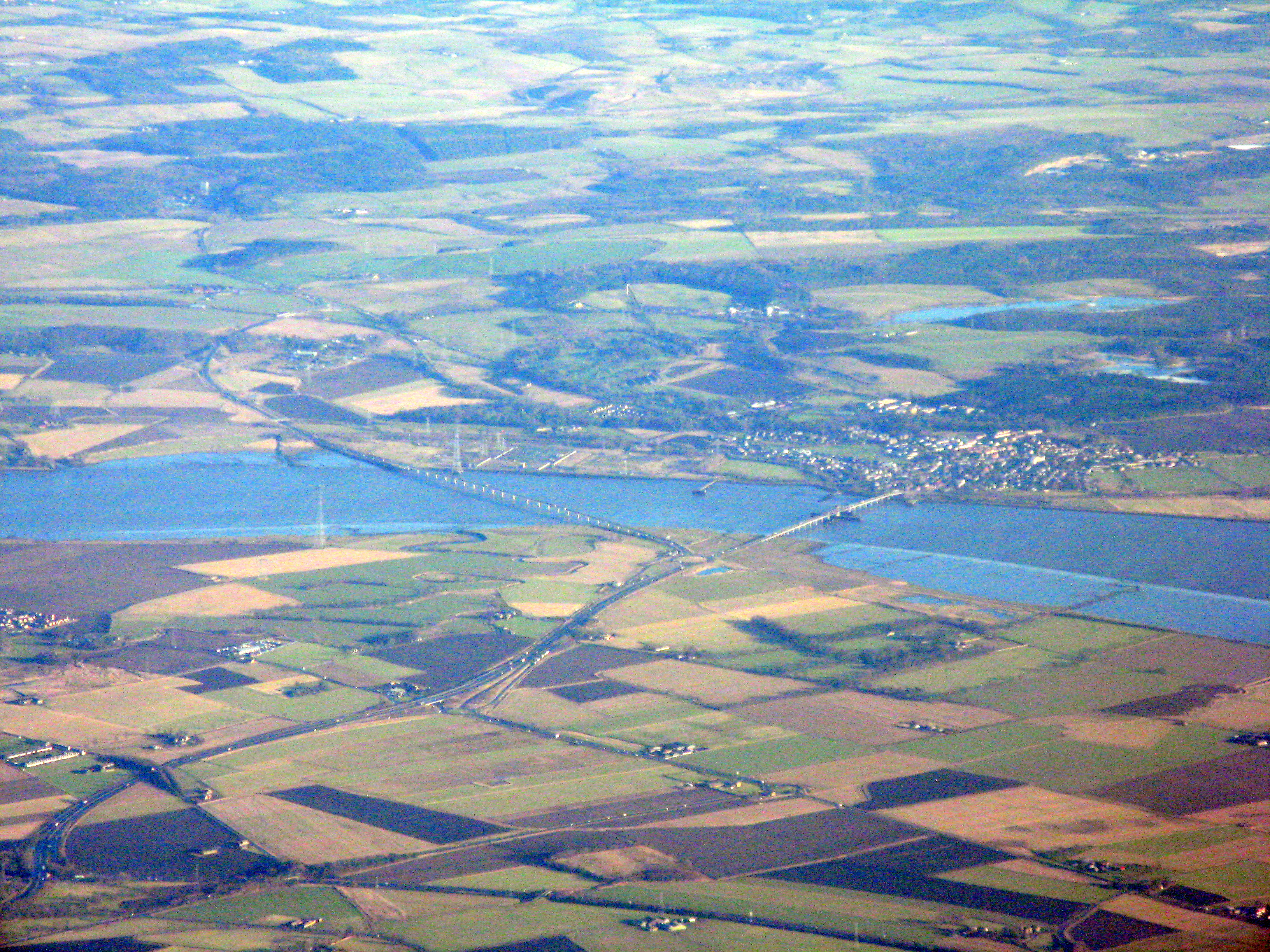
Le pont du Clackmannanshire (à gauche) sur la rivière Forth.

L'augmentation régulière de la densité de la circulation sur le pont de Kincardine donne lieu à une enquête publique dans le but de désengorger la circulation au-dessus du fleuve Forth et autour de la petite ville de Kincardine-on-Forth. Le pont de Kincardine était le principal moyen de franchir le fleuve pour les véhicules de marchandises lourds lors de tempêtes, le pont sur le Forth n'étant pas systématiquement ouvert aux gros véhicules lors des intempéries. En 2000, plusieurs propositions d'alternatives sont effectuées ; l'une d'entre elles propose la construction d'une nouvelle passerelle orientée au nord-nord-ouest du pont existant, contournant ainsi la ville de Kincardine.
En 2005, l'autorisation pour la construction du nouveau pont est donnée. Les travaux démarrent en juin 2006. La construction est inaugurée par le ministre écossais des Transports Tavish Scott, accompagné du comte d'Elgin Andrew Bruce (en), qui avait déjà inauguré la construction du pont de Kincardine dans sa jeunesse.
Le pont est officiellement ouvert à la circulation le 28 novembre 2008 par le Premier ministre écossais Alex Salmond. Lors de la cérémonie d'ouverture, ce dernier dit : « ce pont est un projet d'infrastructure d'envergure mondiale qui permettra de réduire les temps de trajets, d'améliorer le réseau routier du centre de l'Écosse, et de fournir un accès unique aux comtés de Clackmannanshire, au Fife et de Falkirk ».

## Description
Le coût total du projet s'élève à 120 millions de livres sterling. Le pont est construit pour accueillir environ 20 000 véhicules par jour. D'une longueur de 1,2 kilomètre, il pèse 35 000 tonnes et repose sur 35 colonnes remplies de 840 tonnes de béton chacune.

## Nom
Le pont se trouve dans une région où trois frontières de council areas se rencontrent. La route provenant du nord quitte le Clackmannanshire, la route provenant sud du vient du Falkirk, et le pont lui-même se trouve dans le Fife. Cela signifie que la portée du pont se trouve dans le Fife, même si elle ne peut être rejointe qu'en passant par le Clackmannanshire ou le Falkirk. Le choix du nom a provoqué des divergences entre les différents council areas. Le conseil du Clackmannanshire vote pour la proposition « Clackmannanshire Bridge », bien que d'autres council areas, le Fife et le Falkirk, ont participé à la construction du pont et qu'aucune portion du pont ne se trouve dans le Clackmannanshire. Le conseil du Fife propose le nom de « Kingdom Bridge » (« pont du Royaume ») en référence au royaume de Fife. Parmi d'autres propositions figure « Wallace Bridge », en hommage à Sir William Wallace, un chevalier écossais du XIIIe siècle. À la suite d'une concertation, le gouvernement écossais annonce le 1er octobre 2008 que le nom de Clackmannanshire Bridge a été retenu.